# Distrito de Erlangen-Höchstadt
Erlangen-Höchstadt es uno de los 71 distritos en que está dividido administrativamente el estado alemán de Baviera.

## Ciudades y municipios
| Ciudades                                     | Municipios | |
| -------------------------------------------- | --- | --- |
| 1. Baiersdorf 2. Herzogenaurach 3. Höchstadt | 1. Adelsdorf 2. Aurachtal 3. Bubenreuth 4. Buckenhof 5. Eckental 6. Gremsdorf 7. Großenseebach 8. Hemhofen 9. Heroldsberg 10. Heßdorf 11. Kalchreuth | 1. Lonnerstadt 2. Marloffstein 3. Möhrendorf 4. Mühlhausen 5. Oberreichenbach 6. Röttenbach 7. Spardorf 8. Uttenreuth 9. Vestenbergsgreuth 10. Wachenroth 11. Weisendorf |